# César Passarinho
César Osmar Rodrigues Escoto ,(Uruguaiana, 21 de março de 1949 — Caxias do Sul, 14 de maio de 1998) mais conhecido por César Passarinho foi um baterista, compositor e músico brasileiro de música nativista gaúcha.
O intérprete de Guri e Negro da Gaita era também o cantor símbolo da Califórnia da Canção Nativa, festival de música nativista que ocorre anualmente na cidade gaúcha de Uruguaiana. O apelido Passarinho é uma referência ao pai, que tinha a alcunha de gurrião (pardal).
O músico das milongas começou a carreira musical tocando nos bailes de Uruguaiana. Foi com a 3.ª Califórnia, em 1973, que ele descobriu a música regionalista com a apresentação da composição Último Grito.
Com quatro Calhandras de Ouro – troféu máximo da Califórnia da Canção Nativa – e a conquista de sete prêmios de melhor intérprete, Passarinho foi o mais destacado dos vencedores do festival.
Em 1983, a música Guri subiu ao palco da Califórnia com a voz de Neto Fagundes e Renato Borghetti.[carece de fontes?]
Em 1998, César Passarinho faleceu no Hospital Saúde, em Caxias do Sul. O cantor estava internado havia 43 dias tratando de um câncer no pulmão direito.

## Discografia
Discografia de César Passarinho:
- 1983 - Fundamento

- 1985 - Solito
- 1988 - Negro de 35
- 1991 - Assim no Más
- 1993 - 18 Sucessos de César Passarinho
- 1995 - De Alma Leve
- 1996 - Milongueando essas Lembranças Tuas